# Naudedrillia hayesi
Naudedrillia hayesi é uma espécie de gastrópode do gênero Naudedrillia, pertencente a família Pseudomelatomidae.